# Amaro Montenegro
L'Amaro Montenegro è un amaro italiano prodotto per la prima volta nel 1885. La sua produzione avviene nello stabilimento di Zola Predosa, in provincia di Bologna, del Gruppo Montenegro, titolare anche di altri marchi come Vecchia Romagna, Bonomelli, Cannamela, Buton, Rosso Antico, Polenta Valsugana, Olio Cuore, Tè Infrè.

## Storia
Il creatore dell'amaro fu Stanislao Cobianchi, un giovane bolognese predestinato dalla famiglia alla carriera ecclesiastica. Da Bologna decise tuttavia di intraprendere un viaggio per il mondo che lo portò alla scoperta di insolite specialità botaniche.
Tornato in Italia, si dedicò alla preparazione di liquori e nel 1885 creò l'"Amaro Montenegro". L'amaro nacque con il nome di Elisir Lungavita: undici anni dopo, in occasione del matrimonio di Elena del Montenegro con Vittorio Emanuele III, Stanislao decise di dedicarle il suo elisir, cambiandone il nome in Amaro Montenegro.
In poco tempo l'amaro si diffuse e venne apprezzato in Italia e in tutta Europa. Il poeta Gabriele D'Annunzio, nel 1921, lo definì liquore delle Virtudi.
La ricetta di Amaro Montenegro è ancora oggi quella originale di Stanislao Cobianchi, a base di quaranta erbe aromatiche selezionate, provenienti da tutto il mondo, a cui si deve il suo sapore caratteristico.

## Caratteristiche
L'Amaro Montenegro è prodotto da sempre seguendo la ricetta scritta da Stanislao Cobianchi e conservata in cassaforte dal 1885. Gli ingredienti, le dosi e i processi di lavorazione sono conosciuti da un numero ristretto di persone, tra cui il Master Herbalist, che controlla che ogni passaggio sia compiuto a regola d’arte, nel rispetto della ricetta originale.
La ricetta prevede la bollitura, macerazione e distillazione di quaranta erbe aromatiche: spezie, frutta essiccata, radici, semi, cortecce, scorze di agrumi, rizomi, fiori e legni provenienti da tutto il mondo. Le tre fasi portano alla produzione di dodici essenze, da cui vengono tratte le sei note aromatiche alla base di Amaro Montenegro.
A queste sei note si aggiunge un'ultima nota, chiamata Premio, risultato della micro-distillazione di cinque erbe aromatiche. Infine il preparato viene miscelato con alcol, acqua e zucchero e imbottigliato.
La produzione dura sei mesi, come indicato dalla ricetta originale.

## La bottiglia
La bottiglia di Amaro Montenegro fu disegnata da Stanislao Cobianchi ispirandosi a una ampolla, che evoca una "pozione", e richiamante l'alchimia.
Questa forma, divenuta nel tempo iconica, rimase invariata nel corso dei decenni fino al 2017, quando la bottiglia viene rinnovata, pur in coerenza con l'aspetto tradizionale, con linee più decise e con in rilievo l'anno di fondazione, 1885, sulla spalla e la firma di Stanislao Cobianchi sul piede.